# Hanmer Springs
Hanmer Springs ist ein Ort und bekanntes Thermalbad im Hurunui District der Region Canterbury auf der Südinsel von Neuseeland.

## Geographie
Der Ort liegt 28 km nördlich von Culverden und rund 72 km südwestlich von Kaikoura entfernt, an den südlichen Ausläufern der bis zu 1875 m hohen Hanmer Range. Die südlich des Ortes liegende Hanmer Plain grenzt an den Hanmer River und den Waiau Uwha River an.

## Geschichte
1859 fand der Farmer William Jones aus Culverden am Rande der Berge Quellen, aus denen lauwarmes bis zu nahezu kochendes Wasser quoll. 1860 wurde das Gebiet von der Provinzregierung der Provinz Nelson gesichert und für die Schaffung eines Thermalbads vorgesehen. Um Zugang zu dem unzugänglichen Gebiet zu bekommen, wurde 1864 die Waiau Ferry Bridge errichtet und 1883 vom Government Lands Department auf einem zwei Hektar großen Gebiet um die Quellen herum Bäder und geschützte Bereiche geschaffen. 1893 wurde über der heißesten Quelle ein Rohr gesetzt, über dem Besucher die aufsteigenden Dämpfe inhalieren konnten.
Vier Jahre später schuf die Regierung mit dem Queen Mary Hospital eine Anlage, die als Sanatorium genutzt werden konnte. Mit dem Beginn des Ersten Weltkrieges wurde das Hospital umgewidmet und diente nun als South Island Military Hospital der Pflege und Genesung von Verwundeten des Krieges. Später, in den 1960er Jahren, wurde es als Rehabilitationszentrum für Alkohol- und Drogenabhängige genutzt und im Jahr 2003 geschlossen.
Im Jahr 2005 wurde das Hospital mit seiner umgebenden Anlage unter Denkmalschutz gestellt.

## Bevölkerung
Zum Zensus des Jahres 2013 zählte der Ort 840 Einwohner, 14,8 % mehr als zur Volkszählung im Jahr 2006.

## Infrastruktur

### Straßenverkehr
Hanmer Springs ist über den New Zealand State Highway 7A mit dem rund 8 km südlich in Ost-West-Richtung verlaufenden New Zealand State Highway 7 verbunden.

### Flugverkehr
Drei Kilometer südlich des Ortes befindet sich der Hanmer Springs Airport, der über eine Graspiste verfügt und den Ort mit anderen Städte des Landes verbindet.

## Tourismus
Hanmer Springs ist zu jeder Jahreszeit ein beliebtes Tourismusziel. In den warmen Monaten lädt die Umgebung zum Wandern, in den kalten Wintermonaten in das Thermalbad oder in die zwei Skigebiete zum Wintersport ein. Von Hanmer Springs aus starten regelmäßig Rundflüge, bei denen man die alpine Umgebung des Ortes aus der Luft besichtigen kann.
Die Ortschaft ist außerdem Ausgangspunkt für einen Abstecher zur Molesworth Station, dem Lake Tennyson oder der Rainbow Station. Geländewagen-Touren oder angeleitete Gruppentouren führen im Sommer auch über die Schotterstraßen durch das Rainbow Valley und den Nelson Lakes National Park, sowie Richtung Picton, Blenheim und in die Marlborough Region.

## Siehe auch

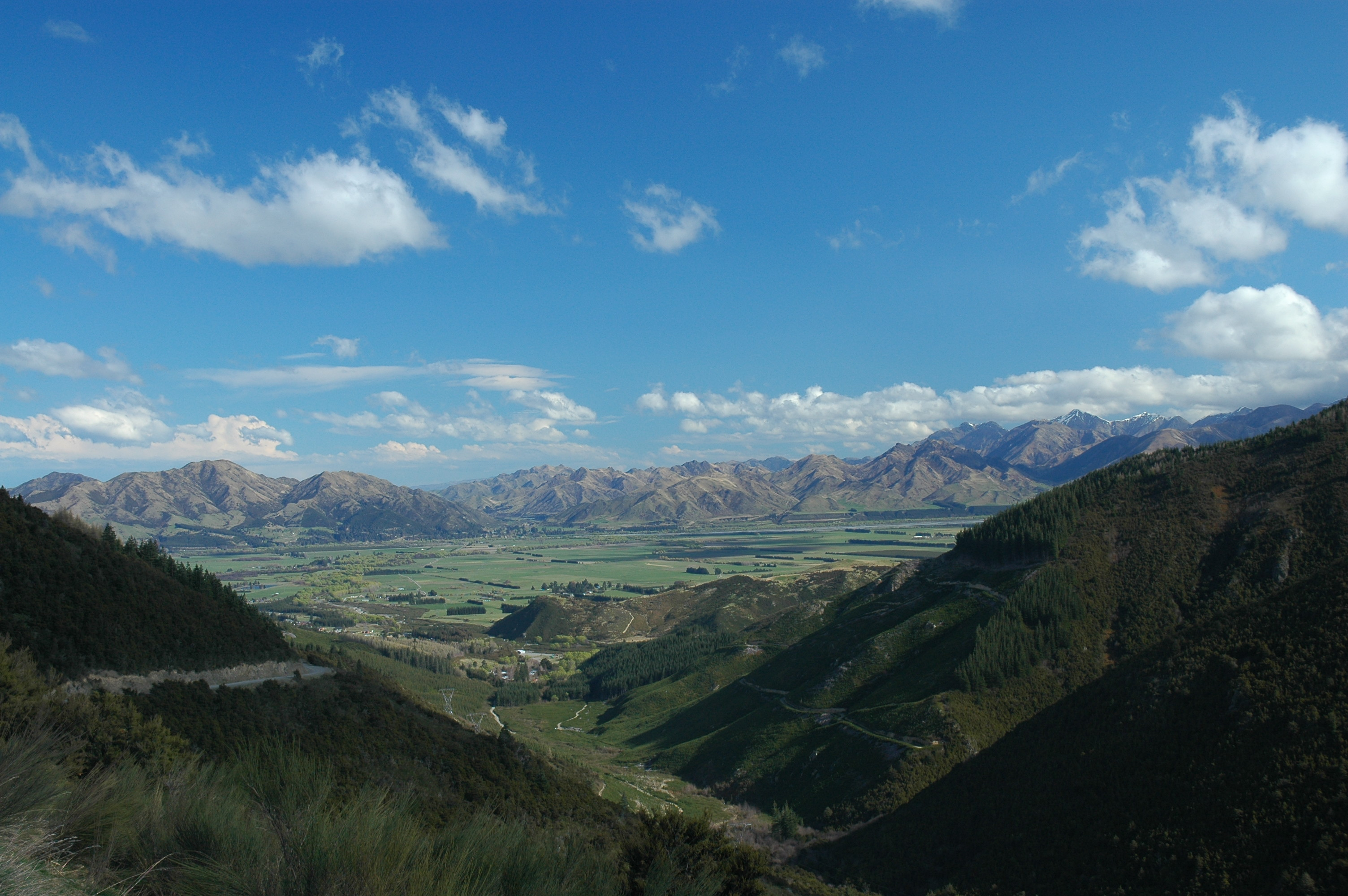
Blick vom Jacks Pass
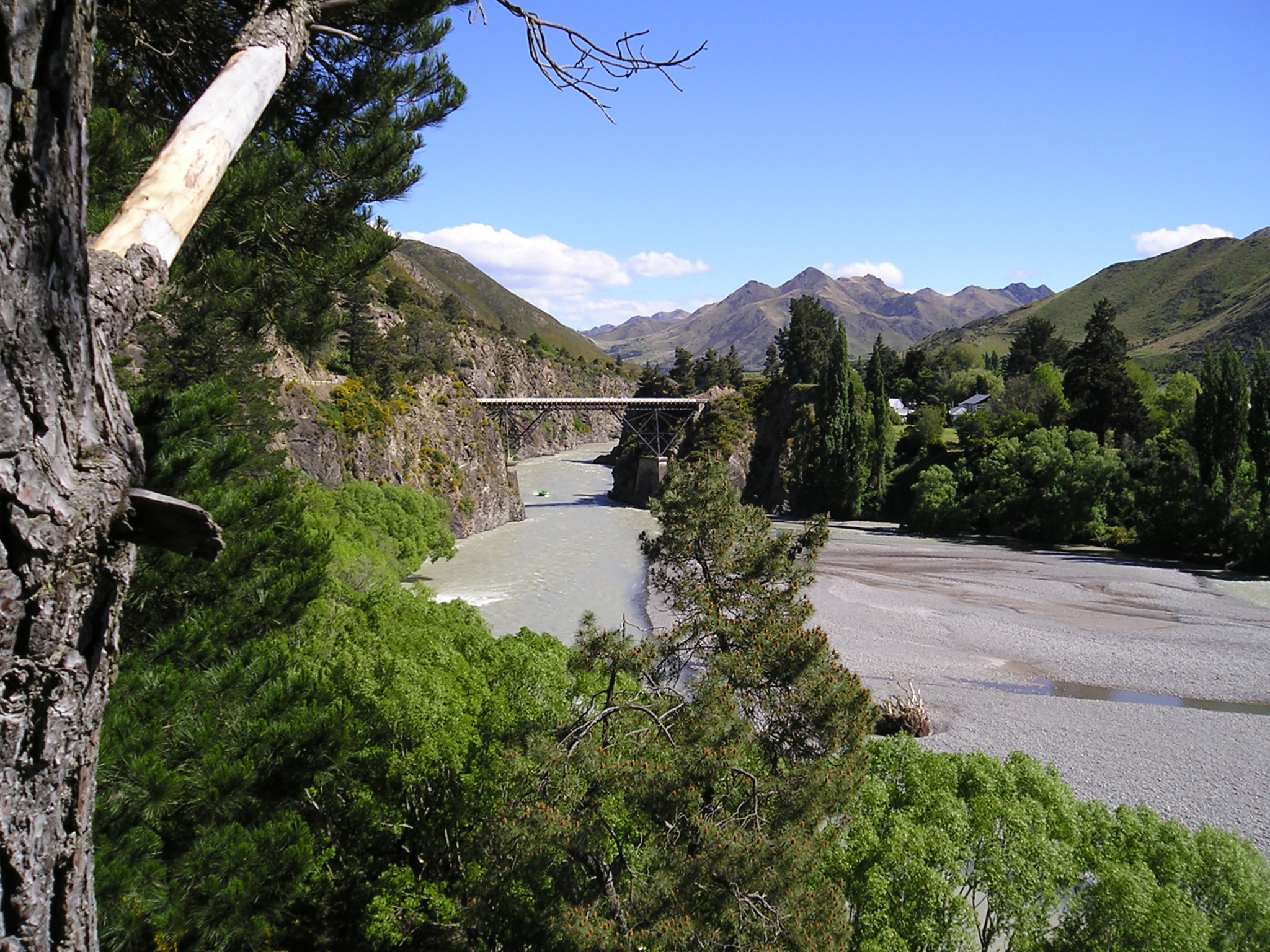
Waiau Ferry Bridge über den Waiau Uwha River nahe Hanmer Springs
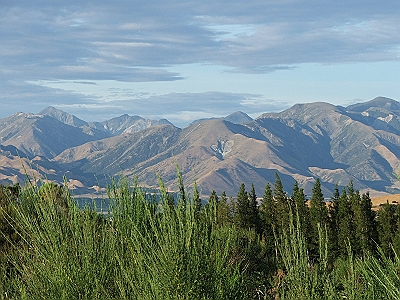
Blick vom Jollies Pass in Richtung Hanmer Springs
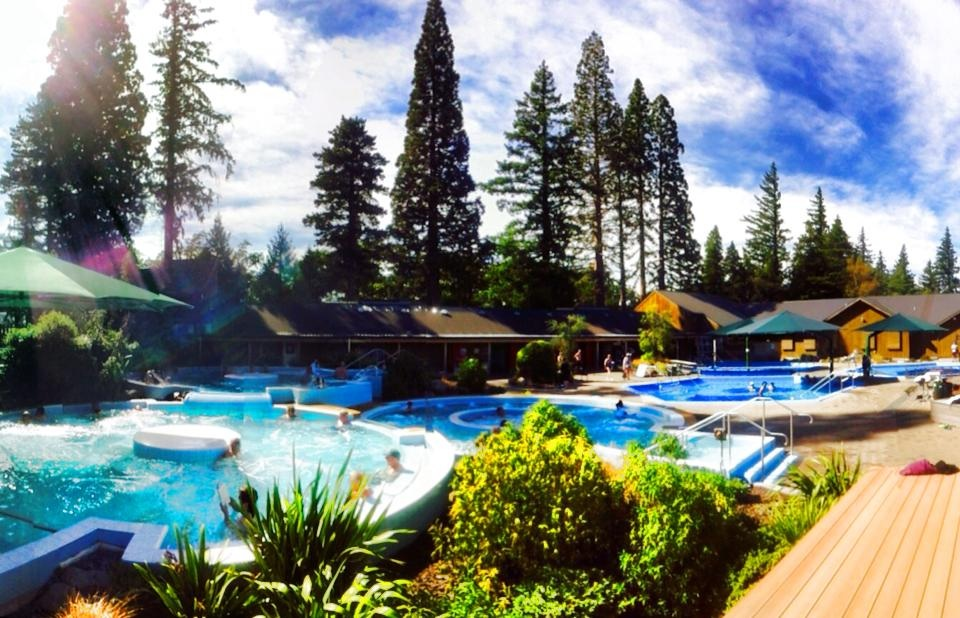
Hanmer Springs Hot Pools